# Isogreffe
 Mise en garde médicale
Une isogreffe est une greffe où le donneur et le receveur sont isogéniques, c'est-à-dire génétiquement identiques. C'est le cas quand le donneur est le jumeau monozygote (ou jumeau vrai) du receveur. Le pourcentage de réussite est maximal. En effet, issu d'une même cellule œuf, les jumeaux monozygotes possèdent le même complexe majeur d'histocompatibilité (CMH).
En 1993, un article de recherche a démontré que des isogreffes d'îlots étaient transplantées chez de jeunes souris diabétiques (souris NOD diabétiques induites par le STZ) et que les souris survivaient au moins 22 jours après la transplantation.